# 濱口華菜里
濱口 華菜里（はまぐち かなり、1985年8月29日 - ）は、日本の元女子バレーボール選手。

## 来歴
長崎県諫早市出身。小学校3年生からバレーボールを始める。九州文化学園高校では、主将として2003年インターハイ優勝、国体ベスト4を経験した。
2004年、東レアローズに入団。安定したレシーブ力と当時のチーム事情から、内定選手だった2003年第10回Vリーグに開幕戦からスタメン出場し、レギュラーを獲得すると同時にチームのリーグ準優勝に貢献。2004年第53回黒鷲旗全日本選手権大会では若鷲賞（新人賞）を受賞した。
2008年、2007-08Vプレミアリーグにおいて東レのリーグ初優勝に貢献し、レシーブ賞を獲得。同年のAVCアジアクラブ選手権で3位になり、ベストリベロ賞に輝いた。
2009年4月、全日本女子代表メンバーに登録された。2008-09Vプレミアリーグで2連覇、第58回黒鷲旗大会で優勝に大きく貢献した。同年11月グラチャンに出場した。
2010年、2009-10Vプレミアリーグで史上初の3連覇を果たし、自身もベストリベロ賞を受賞した。同シーズンの日韓Vリーグトップマッチ、第59回黒鷲旗大会の3冠を達成した。同年10-11月開催の世界選手権のエントリーメンバー14名に選ばれ、大会に参加。銅メダルを獲得した。
2011年、モントルーバレーマスターズで初優勝を果たした。同年12月の平成23年度天皇杯・皇后杯全日本バレーボール選手権大会で4年ぶりに優勝した。
2012年、2011-12Vプレミアリーグで2年ぶりに優勝した。第61回黒鷲旗大会で準優勝し、ベストリベロ賞に輝いた。
2012年11月25日の対トヨタ車体戦に出場、通算出場試合数が230試合となりVリーグ栄誉賞（長期活躍選手）の受賞資格を獲得した。2013年6月、東レを勇退。

## 球歴
- 全日本代表 - 2009-2012年
- 三大大会
  - バレーボール世界選手権 - 2010年（銅メダル）

## 所属チーム
- 有喜小
- 有喜中
- 九州文化学園高等学校
- 東レアローズ（2004-2013年）

## 受賞歴
- 2004年 - 第53回黒鷲旗全日本バレーボール選手権大会 若鷲賞
- 2008年 - 2007-08Vプレミアリーグ レシーブ賞
- 2008年 - AVCアジアクラブ選手権 ベストリベロ賞
- 2009年 - 第58回黒鷲旗大会 ベストリベロ賞
- 2010年 - 2009-10Vプレミアリーグ ベストリベロ賞
- 2012年 - 第61回黒鷲旗大会 ベストリベロ賞
- 2013年 - Vリーグ栄誉賞（長期活躍選手）

## 個人成績
Vプレミアリーグレギュラーラウンドにおける個人成績は下記の通り。
| シーズン | 所属 | 出場 | 出場   | アタック | アタック | アタック | アタック | ブロック | ブロック | サーブ | サーブ | サーブ | サーブ | レセプション | レセプション | 総得点 | 備考     |
| -------- | ---- | ---- | ------ | -------- | -------- | -------- | -------- | -------- | -------- | ------ | ------ | ------ | ------ | ------------ | ------------ | ------ | -------- |
| シーズン | 所属 | 試合 | セット | 打数     | 得点     | 決定率   | 効果率   | 決定     | /set     | 打数   | エース | 得点率 | 効果率 | 受数         | 成功率       | 総得点 | 備考     |
| 2003/04  | 東レ | 17   | 66     | 0        | 0        | 0.0%     | %        | 0        | 0.00     | 0      | 0      | 0.00%  | 0.0%   | 438          | 74.7%        | 0      | 内定選手 |
| 2004/05  | 東レ | 26   | 97     | 0        | 0        | 0.0%     | %        | 0        | 0.00     | 1      | 0      | 0.00%  | 25.0%  | 528          | 77.1%        | 0      |          |
| 2005/06  | 東レ | 27   | 99     | 0        | 0        | 0.0%     | %        | 0        | 0.00     | 0      | 0      | 0.00%  | 0.0%   | 440          | 74.5%        | 0      |          |
| 2006/07  | 東レ | 27   | 111    | 0        | 0        | 0.0%     | %        | 0        | 0.00     | 0      | 0      | 0.00%  | 0.0%   | 475          | 78.7%        | 0      |          |
| 2007/08  | 東レ | 27   | 97     | 0        | 0        | 0.0%     | %        | 0        | 0.00     | 0      | 0      | 0.00%  | 0.0%   | 458          | 70.3%        | 0      |          |
| 2008/09  | 東レ | 27   | 106    | 0        | 0        | 0.0%     | %        | 0        | 0.00     | 0      | 0      | 0.00%  | 0.0%   | 503          | 70.8%        | 0      |          |
| 2009/10  | 東レ | 28   | 108    | 0        | 0        | 0.0%     | %        | 0        | 0.00     | 0      | 0      | 0.00%  | 0.0%   | 512          | 61.1%        | 0      |          |
| 2010/11  | 東レ | 26   | 97     | 0        | 0        | 0.0%     | %        | 0        | 0.00     | 0      | 0      | 0.00%  | 0.0%   | 511          | 75.5%        | 0      |          |
| 2011/12  | 東レ | 21   | 79     | 0        | 0        | 0.0%     | %        | 0        | 0.00     | 0      | 0      | 0.00%  | 0.0%   | 258          | 66.3%        | 0      |          |
| 2012/13  | 東レ | 28   | 115    | 0        | 0        | 0.0%     | %        | 0        | 0.00     | 0      | 0      | 0.00%  | 0.0%   | 475          | 69.3%        | 0      |          |
| 通算     | 通算 | 254  | 975    | 0        | 0        | 0.0%     | %        | 0        | 0.00     | 1      | 0      | 0.00%  | 25.0%  | 4598         | 72.1%        | 0      |          |